# Connaught Type A

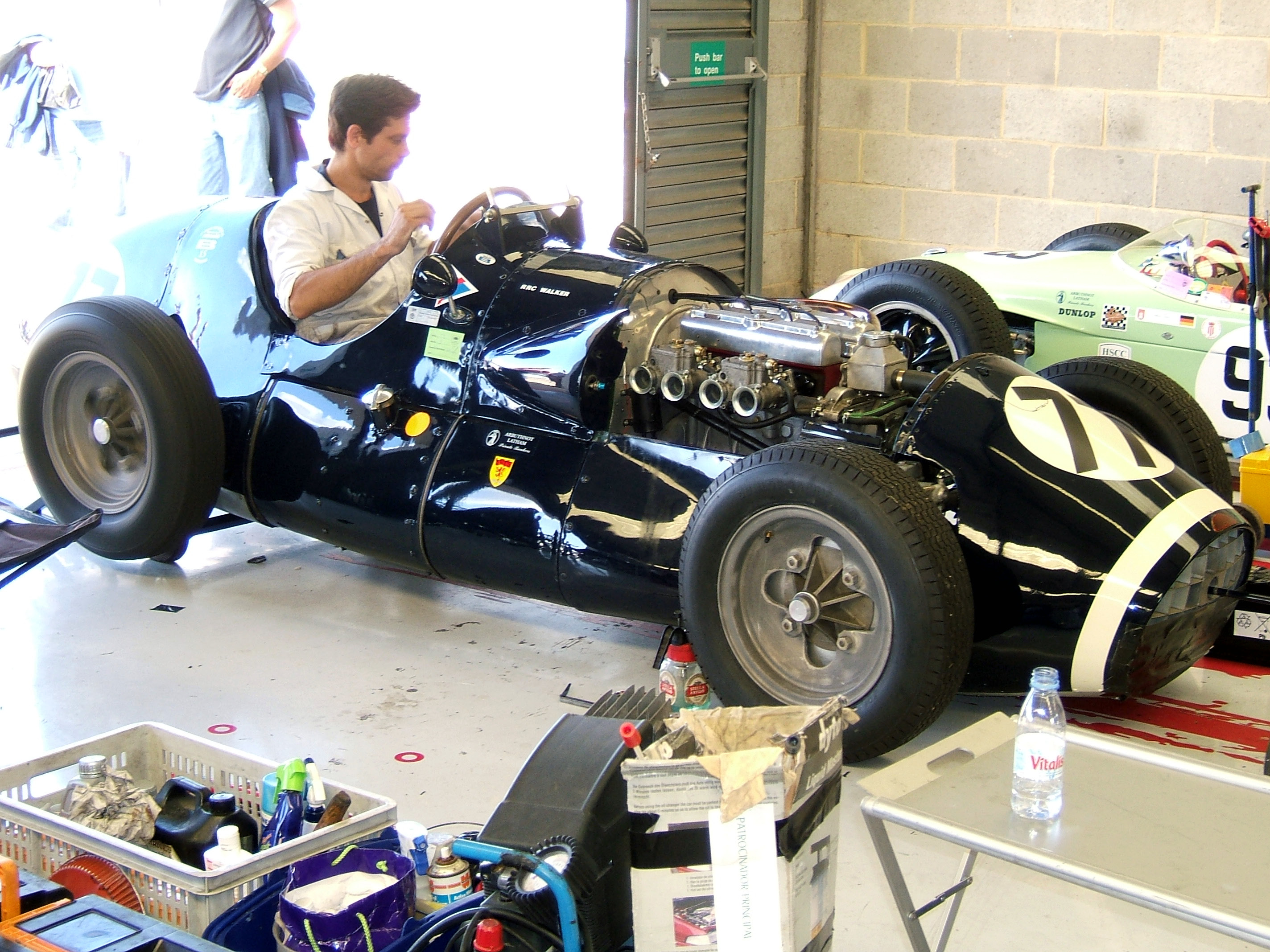
Connaught Type A

Der Connaught Type A war ein Formel-2-Rennwagen, der bei Connaught Engineering 1950  gebaut wurde und bis in die späten 1950er-Jahre zum Einsatz kam.

## Geschichte
Vom Type A wurden 1950 neun Stück gebaut, die ab der Saison 1951 eingesetzt wurden. Zwei der Wagen wurden mit einem längeren Radstand gebaut. Ein zehntes Chassis wurde 1960 auf Basis eines ehemaligen Ersatzchassis komplettiert.

## Technik
Alle A-Types hatten  konventionelle Gitterrohrrahmen und Einzelradaufhängungen mit Querlenkern und Torsionsstäben an allen Rädern. Die hinteren Aufhängungen wurden noch während der Rennsaison 1951 durch De-Dion-Achsen ersetzt. Angetrieben wurden die Wagen von Lea-Francis-Vierzylinder-Motoren, die 135 PS leisteten.
Diese Leistung war auch für einen Formel-2-Wagen nicht überragend, sodass Lea-Francis den Motor verbesserte. Als 1952 die Rennen zur Weltmeisterschaft mit Wagen der Formel-2-Klasse ausgetragen wurden, hatte der Motor laut Werk eine Leistung von 165 PS. Auch eine Kraftstoffeinspritzung bekamen die A-Types.

## Renneinsätze
Auf den Rennstrecken waren die Connaughts willkommene Ergänzungen der Startfelder. Siegfähig waren die Rennwagen nie, auch wenn Spitzenfahrer wie Johnny Claes, Jack Fairman, Stirling Moss, Tony Rolt, William Whitehouse und Roy Salvadori die A-Types bewegten.  Beim Großen Preis von Großbritannien 1952 erreichten Dennis Poore und Eric Thompson immerhin die Plätze vier und fünf im Rennen.